# الدورة الاستثنائية الطارئة السابعة للجمعية العامة للأمم المتحدة
ركزت الدورة الاستثنائية الطارئة السابعة للجمعية العامة للأمم المتحدة على قضية فلسطين. عقدت الأمم المتحدة في عام 1980، بدعوة من السنغال وكانت الدورة الاستثنائية الوحيدة التي استؤنفت إلى جانب الدورة العاشرة، التي نظرت في نفس القضية.

## روابط خارجية
- قرار الجمعية العامة للأمم المتحدة ES-7/2 (29 يوليو 1980)